# Сан-Мігель-дель-Піно
Сан-Мігель-дель-Піно (ісп. San Miguel del Pino) — муніципалітет в Іспанії, у складі автономної спільноти Кастилія-і-Леон, у провінції Вальядолід. Населення — 289 осіб (2010).
Муніципалітет розташований на відстані близько 160 км на північний захід від Мадрида, 22 км на південний захід від Вальядоліда.

## Демографія
Динаміка населення (INE ):